# Ройс, Юлиан
Юлиа́н Ройс (нем. Julian Reus; род. 29 апреля 1988, Ханау, Гессен, ФРГ) — немецкий легкоатлет, специализирующийся в спринтерском беге. Призёр чемпионатов Европы в эстафете 4×100 метров. Двукратный чемпион Европы среди юниоров (2007). Многократный чемпион Германии. Участник летних Олимпийских игр 2012 и 2016 годов.

## Биография
Занимается лёгкой атлетикой с 6 лет. Сначала тренеры старались всесторонне подходить к его развитию, поэтому он успел попробовать себя во многих дисциплинах. В 15 лет встретил Герхарда Егера, у которого окончательно сконцентрировался на спринтерском беге. Талант Юлиана проявился очень рано. В 2005 году он отобрался на юношеский чемпионат мира, где бежал 100 и 200 метров. Лучшим достижением стал полуфинал стометровки. В дальнейшем выступления на двух и даже трёх (с учётом эстафеты) спринтерских дистанциях на одном чемпионате стали для Юлиана обычным делом. Так, в 2007 году на юниорском чемпионате Европы он стал главным героем, выиграв 2 золота (100 метров и эстафета 4×100 метров) и серебро (200 метров). Благодаря этому триумфу через месяц ему доверили заключительный этап эстафеты на взрослом чемпионате мира, где немцы выступили достойно, заняв 6-е место в финале.
В надежде улучшить свои результаты, Юлиан перебрался в одну из сильнейших спринтерских групп Германии, в клубе TV Wattenscheid 01. Однако 2 года его преследовали травмы, он выпал из обоймы национальной сборной, после чего в 2009 году принял решение вернуться обратно к Егеру. Перенеся ещё несколько неприятных травм и повреждений, Ройс вернул статус сильнейшего в стране в 2012 году. В эстафете стал рекордсменом Германии, серебряным призёром чемпионата Европы и участвовал в Олимпийских играх (немцы не пробились в финал).
Следующие четыре года он был безоговорочным лидером сборной Германии в спринте, бессменно выигрывая на чемпионатах страны на открытом воздухе и в помещении. На чемпионате мира 2013 года немецкая команда с Ройсом в составе остановилась в шаге от пьедестала, заняв 4-е место со вторым временем в истории страны 38,04 (до бронзы не хватило 0,12 секунды).
В 2014 году побил рекорд Германии Франка Эммельмана (10,06), пробежав на соревнованиях в Ульме 100 метров за 10,05. Повторить этот результат на чемпионате Европы ему не удалось, он не вышел в финал, зато в эстафете вновь стал серебряным призёром.
2015 год начал с бронзы на чемпионате Европы в помещении в беге на 60 метров, а продолжил на чемпионате мира очередным выступлением в трёх видах. На стометровке добрался до полуфинала, а в эстафете стал четвёртым, как и на предыдущем первенстве.
В феврале 2016 года на чемпионате страны установил новый рекорд Германии на 60 метров — 6,52, а летом обновил своё же достижение на 100 метров. Сначала он улучшил его до 10,03, а в конце июля сбросил ещё 2 сотых (10,01). Однако на чемпионате Европы результаты оказались значительно хуже и на 100, и на 200 метров: в обоих случаях Юлиан не смог выйти в финал. В эстафете же он стал соавтором бронзового выступления.
На вторых в карьере Олимпийских играх он выступил в забегах на 100, 200 метров и эстафете, но нигде не смог пробиться в следующую стадию (в последнем случае сборной Германии не хватило до финала всего 0,07 секунды).
В 2015 году окончил Университет прикладных наук в Ансбахе и получил степень бакалавра в области менеджмента (специальный курс для спортсменов топ-уровня). Является военнослужащим Вооружённых сил Германии.

## Основные результаты
| Год  | Турнир                         | Место проведения          | Дисциплина       | Место       | Результат |
| ---- | ------------------------------ | ------------------------- | ---------------- | ----------- | --------- |
| 2005 | Чемпионат мира среди юношей    | Марракеш, Марокко         | 100 м            | 18-е (1/2)  | 10,89     |
| 2005 | Чемпионат мира среди юношей    | Марракеш, Марокко         | 200 м            | 30-е (заб.) | 21,94     |
| 2006 | Чемпионат мира среди юниоров   | Пекин, Китай              | 100 м            | 29-е (заб.) | 10,67     |
| 2006 | Чемпионат мира среди юниоров   | Пекин, Китай              | 200 м            | 9-е (1/2)   | 21,30     |
| 2006 | Чемпионат мира среди юниоров   | Пекин, Китай              | эстафета 4×100 м | —           | DNF       |
| 2007 | Чемпионат Европы среди юниоров | Хенгело, Нидерланды       | 100 м            | 1-е         | 10,38     |
| 2007 | Чемпионат Европы среди юниоров | Хенгело, Нидерланды       | 200 м            | 2-е         | 20,87     |
| 2007 | Чемпионат Европы среди юниоров | Хенгело, Нидерланды       | эстафета 4×100 м | 1-е         | 39,81     |
| 2007 | Чемпионат мира                 | Осака, Япония             | эстафета 4×100 м | 6-е         | 38,62     |
| 2012 | Чемпионат Европы               | Хельсинки, Финляндия      | 100 м            | 14-е (1/2)  | 10,44     |
| 2012 | Чемпионат Европы               | Хельсинки, Финляндия      | эстафета 4×100 м | 2-е         | 38,44     |
| 2012 | Олимпийские игры               | Лондон, Великобритания    | эстафета 4×100 м | 11-е (заб.) | 38,37     |
| 2013 | Чемпионат Европы в помещении   | Гётеборг, Швеция          | 60 м             | 6-е         | 6,62      |
| 2013 | Командный чемпионат Европы     | Гейтсхед, Великобритания  | 200 м            | 8-е         | 20,97     |
| 2013 | Командный чемпионат Европы     | Гейтсхед, Великобритания  | эстафета 4×100 м | 2-е         | 38,69     |
| 2013 | Чемпионат мира                 | Москва, Россия            | 100 м            | 28-е (заб.) | 10,27     |
| 2013 | Чемпионат мира                 | Москва, Россия            | эстафета 4×100 м | 4-е         | 38,04     |
| 2014 | Чемпионат мира по эстафетам    | Нассау, Багамские Острова | эстафета 4×100 м | 7-е         | 38,69     |
| 2014 | Чемпионат мира по эстафетам    | Нассау, Багамские Острова | эстафета 4×200 м | — (заб.)    | DNF       |
| 2014 | Командный чемпионат Европы     | Брауншвейг, Германия      | 200 м            | 5-е         | 20,81     |
| 2014 | Командный чемпионат Европы     | Брауншвейг, Германия      | эстафета 4×100 м | 2-е         | 38,88     |
| 2014 | Чемпионат Европы               | Цюрих, Швейцария          | 100 м            | 10-е (1/2)  | 10,35     |
| 2014 | Чемпионат Европы               | Цюрих, Швейцария          | эстафета 4×100 м | 2-е         | 38,09     |
| 2015 | Чемпионат Европы в помещении   | Прага, Чехия              | 60 м             | 3-е         | 6,60      |
| 2015 | Чемпионат мира                 | Пекин, Китай              | 100 м            | 24-е (1/2)  | 10,28     |
| 2015 | Чемпионат мира                 | Пекин, Китай              | 200 м            | 31-е (заб.) | 20,51     |
| 2015 | Чемпионат мира                 | Пекин, Китай              | эстафета 4×100 м | 4-е         | 38,15     |
| 2016 | Чемпионат Европы               | Амстердам, Нидерланды     | 100 м            | 12-е (1/2)  | 10,22     |
| 2016 | Чемпионат Европы               | Амстердам, Нидерланды     | 200 м            | 13-е (1/2)  | 20,83     |
| 2016 | Чемпионат Европы               | Амстердам, Нидерланды     | эстафета 4×100 м | 3-е         | 38,47     |
| 2016 | Олимпийские игры               | Рио-де-Жанейро, Бразилия  | 100 м            | 45-е (заб.) | 10,34     |
| 2016 | Олимпийские игры               | Рио-де-Жанейро, Бразилия  | 200 м            | 24-е (заб.) | 20,39     |
| 2016 | Олимпийские игры               | Рио-де-Жанейро, Бразилия  | эстафета 4×100 м | 9-е (заб.)  | 38,26     |